# 胡利亚伊斯泰普
胡利亚伊斯泰普（烏克蘭語：Гуляйстеп），2024年9月前名为五一村（烏克蘭語：Первомайське），是烏克蘭中部波尔塔瓦州波爾塔瓦區米哈伊利夫卡市鎮内的村落。距離米哈伊利夫卡和日爾基夫卡4公里，始建於十九世紀，面積1.74平方公里，2001年人口237。
2024年9月19日，乌克兰最高拉达将此村的名字改为胡利亚伊斯泰普。